# Liste der Monuments historiques in Larmor-Plage
Die Liste der Monuments historiques in Larmor-Plage führt die Monuments historiques in der französischen Gemeinde Larmor-Plage auf.

## Liste der Bauwerke
| Bezeichnung         | Beschreibung | Standort                | Kennzeichnung | Schutzstatus | Datum | Bild |
| ------------------- | ------------ | ----------------------- | ------------- | ------------ | ----- | ---- |
| Kreuz               |              | Kergouledec (Lage)      | PA00091358    | Inscrit      | 1928  |      |
| Kirche Notre-Dame   |              | Place Notre-Dame (Lage) | PA00091359    | Classé       | 1990  |      |
| Fontaine Notre-Dame |              | Rue Beg-Tal-Men (Lage)  | PA00091360    | Inscrit      | 1933  |      |

## Liste der Objekte
- Monuments historiques (Objekte) in Larmor-Plage in der Base Palissy des französischen Kultusministeriums